# (20007) Marybrown
(20007) Marybrown (1991 LR) – planetoida z pasa głównego asteroid okrążająca Słońce w ciągu 3,68 lat w średniej odległości 2,38 j.a. Odkryta 7 czerwca 1991 roku.